# Nedožery-Brezany
Nedožery-Brezany es un municipio del distrito de Prievidza en la región de Trenčín, Eslovaquia, con una población estimada a final del año 2024 de 2054 habitantes.
Se encuentra ubicado al este de la región, cerca del río Nitra (cuenca hidrográfica del Danubio) y de la frontera con las regiones de Banská Bystrica y Žilina.

## Demografía
| Año        | 1994 | 2004    | 2014    | 2024    |
| ---------- | ---- | ------- | ------- | ------- |
| Población  | 1828 | 1940    | 2110    | 2054    |
| Diferencia |      | +6,12 % | +8,76 % | −2,65 % |

| Año        | 2023 | 2024    |
| ---------- | ---- | ------- |
| Población  | 2062 | 2054    |
| Diferencia |      | −0,38 % |